# 同济大学第二附属中学
同济大学第二附属中学簡稱同濟二附中，是中華人民共和國上海市普陀區一所完全中學，由同济大学和普陀区政府于2002年合作创办。高中部位於宜昌路校区，初中部位於胶州路校区。2007年，同濟二附中被评为普陀区实验性示范性高中。2017年至2018年参与上海市特色普通高中评审，並最終成為上海市特色普通高中。

## 外部連結
- 官方网站